# Allan Jones (Schauspieler)
Allan Jones (* 14. Oktober 1907 in Old Forge, Pennsylvania als Theodore Allen Jones; † 27. Juni 1992 in New York City, New York) war ein US-amerikanischer Schauspieler und Tenor-Sänger, der insbesondere in den 1930er- und 1940er-Jahren größere Bekanntheit erlangte.

## Leben und Karriere
Allan Jones, der Vorfahren aus Wales hatte, arbeitete zunächst als Minenarbeiter in seinem Heimatort Old Forge. Dann studierte er jedoch Musik an der New York University und trat Ende der 1920er-Jahre mit dem Drama Gambling zum ersten Mal am Broadway auf. 1933 war er in dem Musical Roberta von Jerome Kern und Otto Harbach neben Bob Hope wiederum am Broadway zu sehen. Mitte der 1930er-Jahre kam der aufstrebende Schauspieler nach Hollywood, wo er wegen seiner guten Stimme vor allem für Musicalfilme und Gesangsparts prädestiniert war. Schnell erhielt er Hauptrollen in hochklassigen Filmen, darunter sein Auftritt als Gaylord Ravenal in James Whales Show Boat, der zweiten Verfilmung des gleichnamigen Musicals von Jerome Kern und Oscar Hammerstein II. Im folgenden Jahr spielte Jones neben Jeanette MacDonald die Hauptrolle in Robert Z. Leonards Filmoperette Tarantella. Hier sang er unter anderem das bekannte Lied The Donkey Serenade. Nennenswert sind außerdem seine Auftritte als romantischer Held in den Marx-Brothers-Komödien Skandal in der Oper (1936) und Ein Tag beim Rennen (1937). Dabei wurde er als „Straight Man“ zu den exzentrischen Komikerbrüdern eingesetzt.
In den folgenden Jahren übernahm Jones weitere Hauptrollen, etwa in dem Musicalfilm Dreivierteltakt am Broadway (1939), der Verfilmung des Lebens von Victor Herbert. Neben seinen Filmauftritten veröffentlichte er auch diverse Schallplatten. Unter Vertrag bei MGM stand er jedoch in direkter Konkurrenz zum noch bekannteren Nelson Eddy, sodass er 1940 zu Universal Studios wechselte. Dort sang er in der Hauptrolle der Musikkomödie The Boys from Syracuse (1940) zur Musik von Richard Rodgers und Lorenz Hart. Jedoch nahm die Qualität seiner Filme bald nach dem Studiowechsel merklich ab. Als einer der ersten Filmstars war er auch in die Truppenunterhaltung in Übersee involviert. Mitte der 1940er-Jahre verließ Jones Hollywood und tourte für zwei Jahre durch Großbritannien. In den nächsten Jahrzehnten trat vor allem als Sänger in Nachtclubs oder Bühnenshows sowie als Musicaldarsteller auf. Hingegen kam er nur noch sporadisch zu Nebenrollen in Film und Fernsehen. 1982 nahm der inzwischen 75-jährige Jones seine letzte Schallplatte auf, noch wenige Wochen vor seinem Tod tourte er in Australien.
Seit 1929 war Jones mit Marjorie Annette Bull verheiratet; das Paar hatte einen Sohn. 1936, noch im Jahr seiner ersten Scheidung, heiratete Jones die Schauspielerin Irene Hervey, ihr gemeinsamer Sohn Jack Jones (1938–2024) war später als Popsänger erfolgreich. Die Ehe mit Harvey endete 1957 durch Scheidung, ebenso die von 1958 bis 1964 dauernde dritte Ehe mit Mary Florsheim Picking. In vierter Ehe war Jones von 1967 bis zu seinem Tod mit Esther Marie Villavincie verheiratet. Allan Jones verstarb 1992 im Alter von 84 Jahren an Lungenkrebs.

## Filmografie
- 1935: Die öffentliche Meinung (Reckless)
- 1935: Skandal in der Oper (A Night at the Opera)
- 1936: Rose-Marie
- 1936: Show Boat
- 1937: Ein Tag beim Rennen (A Day at the Races)
- 1937: Tarantella (The Firefly)
- 1938: Vorhang auf für Judy (Everybody Sing)
- 1939: Honeymoon in Bali
- 1939: Dreivierteltakt am Broadway (The Great Victor Herbert)
- 1940: The Boys from Syracuse
- 1940: One Night in the Tropics
- 1941: Zauber der Musik (The Hard-Boiled Canary)
- 1942: True to the Army
- 1942: Moonlight in Havana
- 1942: When Johnny Comes Marching Home
- 1943: Rhythm of the Islands
- 1943: Larceny with Music
- 1943: Crazy House
- 1943: You’re a Lucky Fellow, Mr. Smith
- 1944: Sing a Jingle
- 1945: Honeymoon Ahead
- 1945: Senorita from the West
- 1963: 77 Sunset Strip (Fernsehserie, Folge 5x28)
- 1964: Postkutsche nach Thunder Rock (Stage to Thunder Rock)
- 1965: A Swingin’ Summer
- 1970: Der Einsame aus dem Westen (Sledge)
- 1980: Love Boat (Fernsehserie, Folge 4x11)